# カウンターのふたり
『カウンターのふたり』は、TwellVで放送されているテレビドラマ。シーズン1は2012年4月21日から毎週土曜日20:00 - 20:30（以下JST）に、シーズン2は2013年1月11日より毎週金曜日21:00 - 21:30に放送。

## 概要
「クルマのふたり〜TOKYO DRIVE STORIES」に続くTwellVオリジナルドラマ第2弾、各回30分、出演はこちらも二人だけ、舞台はバー、結婚相談所、寿司屋などにあるカウンターでの会話。
第三話「終わりと始まりの間」がギャラクシー賞五月度月間賞を受賞。さらに、シーズン1全作が第29回ATP賞テレビグランプリドラマ部門奨励賞を受賞した。2013年1月11日からはシーズン2（続編）の放送が決定。その前週1月4日にはシーズン2スペシャル『豪華キャスト大集合 ふたりの裏側ぜんぶ見せます。』を放送。ナレーションは鈴木博紀。

## エピソード

### シーズン1
（2012年4月21日～9月1日）
| 各話   | 放送日        | サブタイトル       | 脚本       | 演出     | 出演者 - 役名                                     | 場所       |
| ------ | ------------- | ------------------ | ---------- | -------- | ------------------------------------------------- | ---------- |
| 第1話  | 2012年4月21日 | 桜の記憶           | 龍樹       | 松木創   | 別所哲也 - 沖野修也 大後寿々花 - 小山千春         | バー       |
| 第2話  | 2012年5月5日  | 女ともだち         | 川嶋澄乃   | 千村利光 | 国生さゆり - 香坂恵理 宮地雅子 - 結城千佳         | バー       |
| 第3話  | 2012年5月17日 | 終わりと始まりの間 | 佐藤久美子 | 松木創   | 敦士 - 武内順 山路和弘 - 神部治                   | 寿司屋     |
| 第4話  | 2012年6月2日  | 結婚の条件         | 川嶋澄乃   | 中島良   | 中澤裕子 - 岡野亜矢子 山田麻衣子 - 山下みずほ     | 結婚相談所 |
| 第5話  | 2012年6月16日 | 虚溝の夜           | 松木創     | 松木創   | 笛木優子 - 山野冬子 小市慢太郎 - 西崎浩一         | バー       |
| 第6話  | 2012年7月7日  | 雨やどりの午後     | 佐藤久美子 | 千村利光 | 前田亜季 - 山川詩子 TETSUYA（EXILE） - 秋葉祐一   | 喫茶店     |
| 第7話  | 2012年7月21日 | しゃべらない女     | 渡辺美穂子 | 松木創   | 黄川田将也 - バーテンダーの男 川村ゆきえ - 客の女 | バー       |
| 第8話  | 2012年8月4日  | ラブレター         | 佐藤久美子 | 中島良   | 山﨑賢人 - 鴨居一 竹富聖花 - 水島颯子             | 古本屋     |
| 第9話  | 2012年8月18日 | 米粒の鼓動         | 龍樹       | 松木創   | 春風亭昇太 - 貸山笹夫 本田博太郎 - 白瀬功一       | バー       |
| 第10話 | 2012年9月1日  | 最後の花言葉       | 龍樹       | 中島良   | 寺島咲 - 沢野まなみ 山本圭 - 北竿道夫             | 花屋       |

### シーズン2
（2013年1月11日～3月15日）
| 各話   | 放送日        | サブタイトル                           | 脚本         | 演出     | 出演者 - 役名                                      | 場所           |
| ------ | ------------- | -------------------------------------- | ------------ | -------- | -------------------------------------------------- | -------------- |
| 第11話 | 2013年1月11日 | 真夜中の果実                           | 龍樹         | 松木創   | 宮澤佐江（SNH48） - 三好亜紀 丘みつ子 - 喜久井冨子 | 青果店         |
| 第12話 | 2013年1月18日 | 草食系男子                             | 川嶋澄乃     | 中島良   | 福士誠治 - 奥寺聡 浅見れいな - 大西亜佐美          | カフェバー     |
| 第13話 | 2013年1月25日 | もうひとつの人生                       | 龍樹         | 落合正幸 | 眞島秀和 - 前田慎平 横山めぐみ - 沢村真弓          | 喫茶店         |
| 第14話 | 2013年2月1日  | 指名手配の女                           | 松木創       | 松木創   | 映美くらら - 怖がられた女 永野宗典 - 雇われ店主    | スナック       |
| 第15話 | 2013年2月8日  | 赦しを乞う人                           | 一雫ライオン | 中島良   | 竹財輝之助 - 高倉君人 志賀廣太郎 - 榊利久          | バー           |
| 第16話 | 2013年2月15日 | オニオンスープと二人の男               | 佐藤久美子   | 松木創   | 山本裕典 - 平井諒太 堀部圭亮 - 加賀田敏久          | 洋食店         |
| 第17話 | 2013年2月22日 | アニバーサリー                         | 川嶋澄乃     | 千村利光 | 東風万智子 - 水谷菜穂子 高橋洋 - 水谷将也          | ダイニングバー |
| 第18話 | 2013年3月1日  | ゴミ箱に入らないのは、大きすぎるから。 | 葛木英       | 松木創   | 水橋研二 - 松崎祥太 佐藤みゆき - 吉田苗            | カフェ         |
| 第19話 | 2013年3月8日  | 月光浴                                 | 渡辺美穂子   | 松木創   | 石川梨華 - ナンバー1ホステス 土屋裕一 - 黒服       | バー           |
| 第20話 | 2013年3月15日 | 時計館にて                             | 佐藤久美子   | 落合正幸 | 津田寛治 - 原田哲史 浜田晃 - 草間耕造              | 時計店         |

## 放送時間
- シーズン1：土曜 20:00 - 20:30
- シーズン2：金曜 21:00 - 21:30

## 主題歌
シーズン1『If ～もしも2人が～』
- 作詞：Miss-art、SiZK
- 作曲：Miss-art、A'LIL
- 唄：アリル

シーズン2『Don't Worry』
- 作詞：上中丈弥
- 作曲：THEイナズマ戦隊
- 歌：THEイナズマ戦隊（アルバム『GLORY DAYS』所収）

## スタッフ
- 撮影・照明：白石利彦
- 美術プロデューサー：溝川哲郎
- 協力：フジアール、バスク、イメージフィールド、松竹衣装、山田かつら、京阪商会、ワインド・アップ、スポット
- 演出補：北野隆
- 制作進行：半田健
- 企画：中山和記
- 編成：池上直樹・鎌田雄介（TwellV）
- プロデューサー：伊賀宜子
- 演出・選曲：松木創（共同テレビ）
- 製作・著作：TwellV、バンエイト